# Distrito de Characato

Mapa distrital de la provincia (ampliar para ver detalles).

Provincia de Arequipa, Arequipa

El distrito de Characato es uno de los 29 distritos que conforman la provincia de Arequipa en el departamento de Arequipa, bajo la administración del Gobierno regional de Arequipa, en el sur del Perú.
Tradicionalmente, a los arequipeños se les ha llamado characatos por ser este uno de los distritos más tradicionales de la provincia.
Forma parte de la arquidiócesis de Arequipa.

## Historia
Al respecto nos manifiesta que la primera fundación hispánica de Characato se realizó posiblemente el 24 de junio de 1541 con la bendición de la pequeña ermita que se erigió en el sitio donde hoy se levanta majestuosa la iglesia, gracias al esfuerzo de sus hijos y a la colaboración extranjera.

## Geografía
A Characato se ingresa, desde Arequipa, por el distrito de Sabandía siguiendo el camino se llega a Mollebaya, el molle abunda en esta zona.
A 10 km de Arequipa brota un manantial llamado "Ojo del Milagro", que proporciona agua potable, para consumo humano y ganadero, y para el riego.
El pueblo de Characato está construido sobre la unión de dos formaciones geológicas que se pueden apreciar a simple vista. La diferencia es aparente a la vista, ya que una está cubierta de vegetación, mientras la otra aparece la roca desnuda. 
En la actualidad, Characato es uno de los distritos que aún destaca por su verde campiña, siendo así uno de los "pulmones" de la ciudad de Arequipa, aunque cada vez más amenazado por el impacto ambiental del crecimiento urbano de esta última.

## Economía
Sus habitantes se dedican mayoritariamente a la agricultura y la ganadería. En Arequipa se concentran los servicios y profesiones no directamente vinculadas con el mundo rural.

## Deporte
El distrito de Characato cuenta con el estadio "José Carpio Alarcón", donde se juegan campeonatos de menores y la Liga Distrital de Fútbol de Characato.
Entre sus equipos más populares están: el Club Deportivo Olímpico "San Francisco", el Club Deportivo "La Unión", el Club Deportivo "Cultural Characato", entre otros.

## Transporte
Las rutas de transporte masivo de pasajeros que circularán en el distrito de Characato son las siguientes:
| FASE OPERATIVA | FASE OPERATIVA     | FASE OPERATIVA | FASE OPERATIVA                 | FASE OPERATIVA                                     |
| Cuenca         | Concesionario      | Ruta *         | Ruta *                         | Ruta *                                             |
| Cuenca         | Concesionario      | Código         | Desde                          | Hasta                                              |
| -------------- | ------------------ | -------------- | ------------------------------ | -------------------------------------------------- |
| C - 8          | Bus Characato S.A. | A6             | Cerrillo (Characato)           | Cementerio La Apacheta (J.L.B.Y.R.)                |
| C - 8          | Bus Characato S.A. | A21            | Peregrinos (Yarabamba)         | Terminal Terrestre (J.L.B.Y.R. / Hunter / Cercado) |
| C - 8          | Bus Characato S.A. | T1             | Juventud Characato (Characato) | El Palomar (Cercado)                               |
| C - 8          | Bus Characato S.A. | T2             | Horacio Zeballos G. (Socabaya) | Seguro Social (Cercado)                            |

* Las rutas operan en ambos sentidos.
Importante:
- La Municipalidad Provincial de Arequipa (MPA), a través del SITransporte podrá crear rutas o extender recorridos de las rutas ya establecidas para la cobertura total del distrito.
- La tarifa del pasaje se pagará solo una vez, tendrá una duración de 59 minutos y se podrá realizar tres viajes como máximo.

## Autoridades

### Alcaldes
- 2019 - 2022[3]
  - Alcalde: Iladio Simón Ruelas Huacasi, de Juntos por el Desarrollo de Arequipa.

Alcaldes anteriores
- 1964 - 1966: Francisco Ali Guillén, Alianza Acción Popular - Democracia Cristiana.
- 1967 - 1969: Emilio Torres Bejarano, Alianza Acción Popular - Democracia Cristiana.
- 1981 - 1983: Benjamín Salas Zegarra, Acción Popular.
- 1984 - 1986: Silverio López Salas, Lista Independiente N.º 3 Characato.
- 1987 - 1989: Moisés Silverio López Portilla, Partido Aprista Peruano.
- 1990 - 1992: Factor Linares Bejarano, Fredemo.
- 1993 - 1995: Factor Linares Bejarano, Frente de Unidad Vecinal.
- 1996 - 1998: Jesús Aniceto Valdivia López, L.I. Nro 21 Fte Ind Characato.
- 1999 - 2002: Ángel Anastacio Linares Portilla, Characato al siglo XXI.
- 2003 - 2006: Ángel Anastacio Linares Portilla, Movimiento Independiente Characato 2002.
- 2007 - 2010: Percy Juan Herrera Morales, Arequipa Desarrollo Total.
- 2011 - 2014: Ángel Anastacio Linares Portilla, Arequipa Renace.
- 2015 - 2018: Ángel Anastacio Linares Portilla, Arequipa Renace.

## Fiestas y costumbres
- Virgen de la Candelaria
- Jesús Nazareno.
- La Purísima.

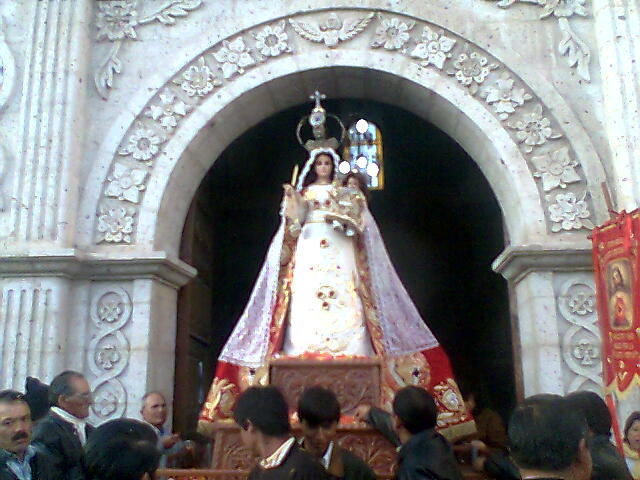
Imagen de la Virgen de la Candelaria de la parroquia de Characato

Destacan también sus tradicionales peleas de toros.
Characato celebra su aniversario el 24 de junio, coincidentemente con el día del campesino en el Perú.